# Марсель Марсо
Марсель Марсо (фр. Marcel Marceau; 22 березня 1923 — 22 вересня 2007) — французький актор і художник, мім.

## Біографія. Ранні роки
Народився Марсель Марсо 22 березня 1923 року в єврейській сім'ї. Його справжнє ім'я — Ісер. Однак для друзів він був Маркелом (французький варіант імені — Марсель). «Моя мати (Ганся) народилася на Коломийщині, якщо бути точним — у Яблунові, (тепер Івано-Франківська область). А потім сім'я, коли Ганся мала 8 років, виїхала до Ельзасу, саме там мама й зустрілася з моїм батьком. А ось я вже справді народився у Страсбурзі», (як той знову став французьким), — розповідав артист.
Коли Марселю виповнилося 15 років, його родині довелося тікати вже від німецьких нацистів. Батьку-єврею врятуватися не вдалося, в 1944 році його розстріляли в концтаборі Освенцім.

## У роки Другої світової війни
Взявши для фальшивих паспортів прізвище наполеонівського генерала Марсо, Марсель та його брат Ален «примудрились» уникнути депортації з Франції. В сімнадцятирічному віці юнак вступив до лав Опору, а після звільнення Парижа від нацистів — до Французької національної армії (Марсель служив перекладачем генерала Шарля де Голля). Завдяки унікальному дару — блискавично змінювати вираз обличчя та ходу — Марселю вдалося переправити до нейтральної на той час Швейцарії і врятувати понад сімдесят єврейських дітлахів. Ризикуючи життям, він кілька разів проходив повз вартового, і той щоразу сприймав його за іншу людину.
В перервах між боями хлопець виступав перед французькими вояками. Він добре пам'ятав свій перший великий виступ: "Коли бойові дії закінчились, я продемонстрував декілька пантомімічних номерів трьом тисячам американських солдатів. Саме тоді з'явилася й перша рецензія в газеті «Stars and stripes». Так починалася професійна кар'єра міма.

## Повоєнний період
Природа щедро обдарувала Марселя різними художніми здібностями. Після війни він відвідував школу декоративного мистецтва, а потім навчався в паризькому театрі Сари Бернар у театрального режисера Шарля Дюллена та актора Етьєна Декру. Саме вони відроджували у Франції мистецтво пантоміми. «Я довго вагався, ким стати — мімом чи художником, — зізнавався Марсо. — Відпочиваю я за мольбертом …» (До речі, свого часу Марсель Марсо написав книгу «Історія Біпа», яку сам проілюстрував. Серед його публікацій — книги малюнків і віршів, включаючи «Баладу про Париж та світ», «Фантазії Біпа», «Пімпорелло», «Третє око». Крім усього, Марсель Марсо — член Академії Мистецтв у Берліні, Мюнхені…) Зрештою він остаточно визначився з вибором професії: «Пантоміма — моє покликання», — і незабаром став визнаним метром цього жанру.
Перший значний виступ Марсо відбувся у серпні 1944 року, після звільнення Парижа, він називався «3000 трупів».
Після закінчення війни, в 1946 році Марсо вступив у драматичну школу Чарльза Далліна, а потім працював в театрі Сари Бернар у Парижі. Там його викладачем був Етьєнн Декрукс, інший учень якого Жан-Луї Барро запросив Марсо, знявши його в ролі Арлекіна.

## Поява персонажа Біпа

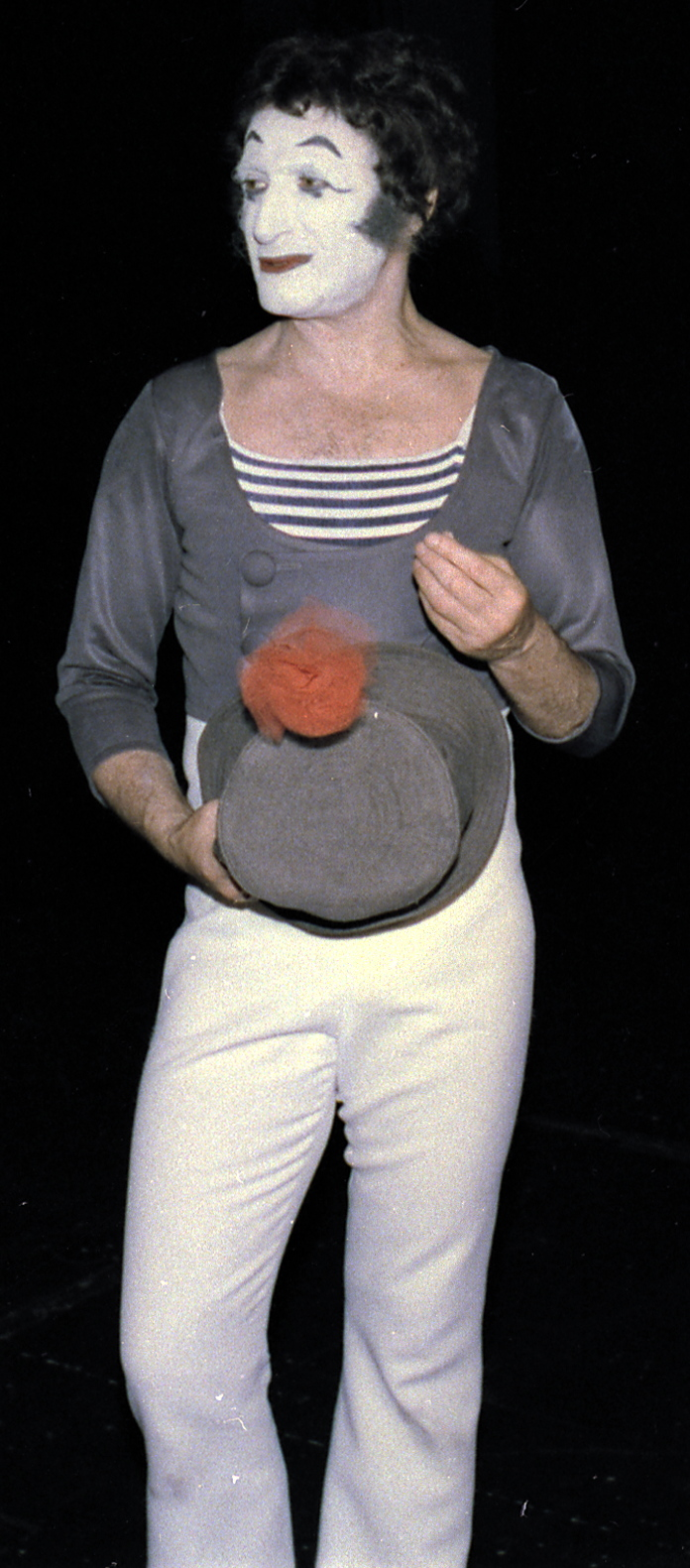

Його сценічний персонаж Біп був створений Марселем Марсо в 1947 році під впливом фільмів Чарлі Чапліна. Біп — за визначенням також маленька людина в різних, найчастіше несприятливих обставинах. Сценічні мініатюри за участю Біпа сповнені співчуттям до бідолахи, якому не дуже щастить на балу буття.
Наприкінці 40-х минулого століття Марсель Марсо організував трупу «Співдружність мімів», яка проіснувала до 1960 року. Його постановки, серед яких «Ярмарок», «Флейтист», «В майстерні масок», «Давид і Голіаф», «Юність, зрілість, старість, смерть» йшли на великих сценах Франції, включаючи театр Сари Бернар та театр на Єлисейських ланах. Найкращими своїми виставами артист вважав «Париж сміється, Париж плаче», де герой — давній знайомий Біп.

## Зрілість актора
В 70-ті Марсо відкрив Паризьку школу пантоміми, а трохи згодом — фонд для підтримки мистецтва пантоміми у США. До речі, в Сполучених Штатах його виступи бачили чотири президенти, включаючи Білла Клінтона. Великий мім виховав чимало учнів і надихнув багатьох артистів. Скажімо, Майкл Джексон не приховував того, що в своєму танці використав прийоми видатного клоуна (уславлена «місячна хода» поп-короля народилася під впливом сценки Марсо «Той, що йде проти вітру»). А один з «Остапів Бендерів» — Сергій Юрський, скориставшись пластичним стилем міма, втілив свого часу на сцені образ Адама…
У 1978 році Марсо створив Паризьку школу пантоміми.
У 1996 році він заснував фонд для підтримки мистецтва пантоміми в США.
кажучи в численних інтерв'ю про свій важкий характер, Марсель Марсо зазвичай мав на увазі схильність до самотності. Можливо, саме тому, будучи за життя двічі одруженим і маючи чотирьох дітей (двох синів — Батиста і Мішеля від першого шлюбу та двох доньок — Каміль і Аурелію), артист з 80-х років минулого століття «усамітнився» в старовинному будинку, при цьому тісно спілкуючись з дітьми та багато гастролюючи. Він часто приїздив до СРСР (в Москві зустрів кохану жінку), у 2001 році приїздив і до Києва.
У 2002 році Марсо став послом доброї волі ООН.

## Смерть
Марсель Марсо пішов у вічність наприкінці вересня 2007 року. До кінця життя Марсель Марсо жив на фермі неподалік від Парижа.

## Творчість

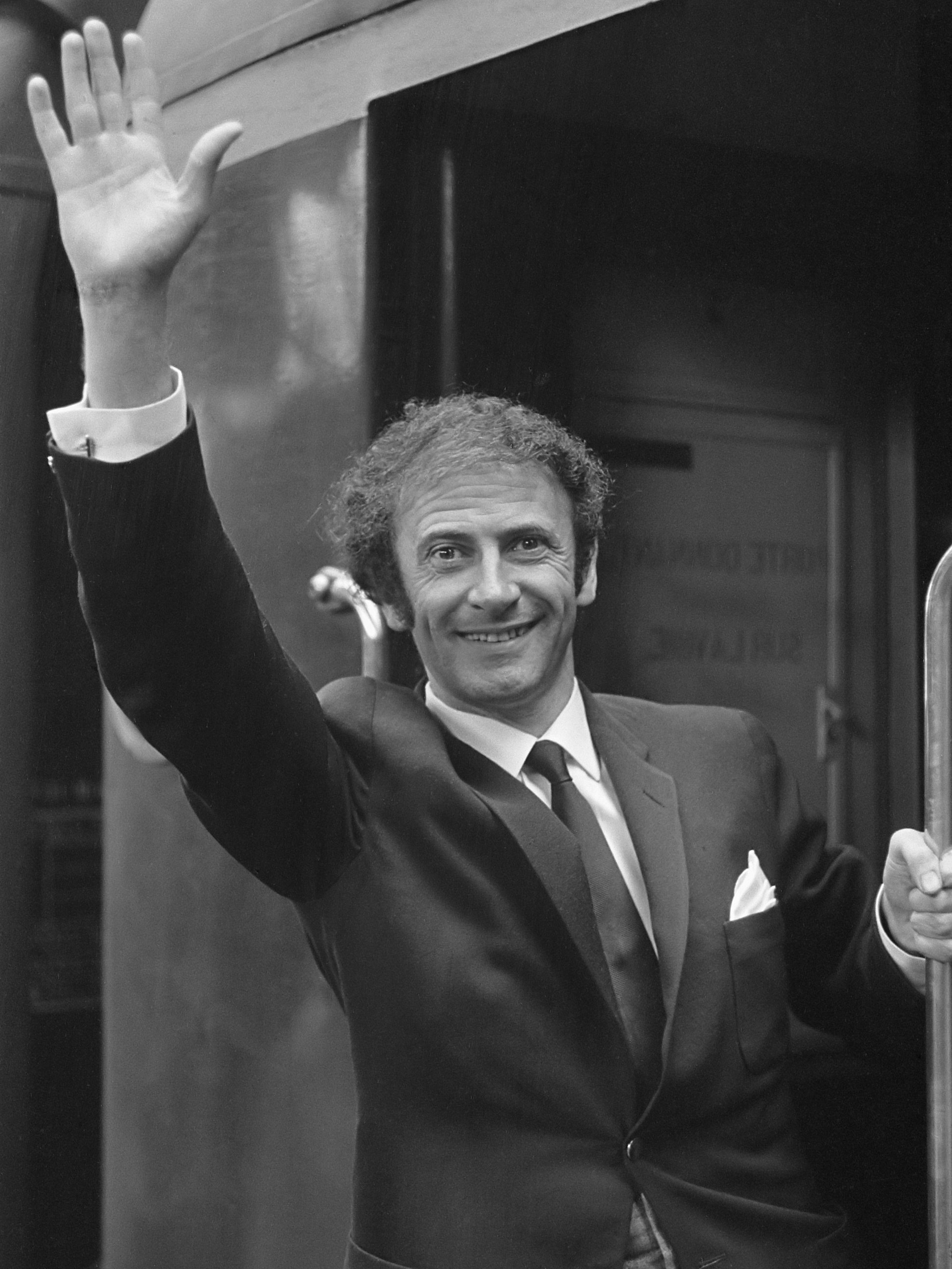
фото 1962 року

Марсель Марсо відомий світу передусім в образ клоуна Біпа. Ліричний, смішний і сумний водночас Біп — білолиций клоун в тільняшці та чудному капелюсі приніс своєму творцю в 1947 році всесвітню славу. Жестами і мімікою Біп демонстрував усю гаму людських почуттів — смуток і радість, кохання і розчарування, — й робив це настільки природно, що відразу став улюбленцем публіки, а відтак — і головним героєм численних мімічних сценок — «Біп і метелик», «Біп — продавець кульок», «Біп — приборкувач»… «Мій успіх у світі пов'язаний з тим, що пантоміма, як і музика, не знає меж», — говорив Марсо у відповідь на запитання про пошуки образу. В Біпі артист вбачав нащадка П'єро та своїх улюблених чаплінських персонажів. Тому й називали Марселя Марсо французьким Чапліном.

## Кінострічки та головні пантоміми
У кіно ж він знімався досить мало:
- «Фантомас проти Фантомаса» (1949, людина в метро) Робера Верне.
- «Барбарелла» Роже Вадима
- «Німе кіно» Мела Брукса.

Серед найвідоміших пантомім Марселя Марсо 
- «Шинель» (за Гоголем)
- «Париж плаче, Париж сміється»
- «Юність, зрілість, старість, смерть»
- «У майстерні масок»
- «Давид і Голіаф».

## Друковані твори
Серед його публікацій книги малюнків і віршів — * «Історія Біпа»
- «Балада про Париж та світ»
- «Фантазії Біпа»
- «Пімпорелло»
- «Третє око»

## Премії і нагороди
Марсо удостоєний численних нагород, зокрема
- ордена Почесного легіону — вищої державної нагороди Франції.
- роботи на телебаченні він одержав премію «Емі».